# Chromis xouthos
Chromis xouthos là một loài cá biển thuộc chi Chromis trong họ Cá thia. Loài này được mô tả lần đầu tiên vào năm 2005.

## Từ nguyên
Tính từ định danh xouthos bắt nguồn từ ξουθός (xouthós) trong tiếng Hy Lạp cổ đại và có nghĩa là "vàng sẫm, vàng nâu", hàm ý đề cập đến màu sắc tổng thể của loài cá này.

## Phạm vi phân bố và môi trường sống
C. xouthos được ghi nhận tại quần đảo Similan (Thái Lan, ngoài khơi bờ biển Andaman); đảo Weh, (phía bắc đảo Sumatra, Indonesia); Maldives và quần đảo Chagos; nhiều khả năng loài này có thể xuất hiện tại quần đảo Andaman và Nicobar, cũng như quần đảo Mergui (Myanmar).
C. xouthos được tìm thấy gần các rạn san hô ở vùng nước trong, độ sâu khoảng 12–50 m.

## Mô tả
C. xouthos có chiều dài cơ thể lớn nhất được ghi nhận là 12 cm. Cơ thể có màu vàng nâu, riêng vây đuôi ánh vàng hơn. Cằm, ngực và bụng màu trắng nhạt. Vây bụng màu xanh lam nhạt. Có một đốm nâu nhỏ trên gốc vây ngực. Mắt có viền vàng bao quanh đồng tử. Một cá thể ở đảo Weh được quan sát có màu nâu nhạt trên toàn cơ thể (bao gồm cả vây đuôi), nhưng lại không có màu vàng như những mẫu vật được thu thập.
Số gai ở vây lưng: 13; Số tia vây ở vây lưng: 12; Số gai ở vây hậu môn: 2; Số tia vây ở vây hậu môn: 11–12; Số tia vây ở vây ngực: 18–19; Số gai ở vây bụng: 1; Số tia vây ở vây bụng: 5; Số vảy đường bên: 16–17; Số lược mang: 26–28.

## Sinh thái học
Thức ăn của C. xouthos là động vật phù du, thường hợp thành đàn đến khoảng 20–30 cá thể. Cá đực có tập tính bảo vệ và chăm sóc trứng; trứng có độ dính và bám vào nền tổ.